# 韋利克 (姆利尼夫區)
50°36′27″N 25°18′53″E / 50.60750°N 25.31472°E
韋利克（烏克蘭語：Велике），是烏克蘭西北部的村莊，隸屬里夫內州的杜布諾區。該村面積7.52平方公里，海拔高度195米，2001年人口40，人口密度每平方公里5.3人。